# Aja Kida
Aja Kida (木田 綾, Kida Aja, * 1974 Kijose) je japonská fotografka aktivní na konci 20. a počátku 21. století. Její fotografie jsou ve sbírce Tokijského muzea fotografie.

## Ocenění
V roce 1997 získala za svůj cyklus Happy Birthday to You ocenění Excellence Award na druhém bienále Tokyo International Photo-Biennale s finanční výhrou ve výši 500 000 jenů.